# Dipoides
Genre
Synonymes
- Paradipoides Rinker & Hibbard, 1952
- Dipodoides Agassiz, 1846

Dipoides est un genre de castors fossiles préhistoriques.

## Espèces
Les espèces datent du Quaternaire (États-Unis), du Pliocène (Canada) et du Miocène (Bulgarie, Espagne).
- Dipoides lecontei

Selon GBIF (site consulté le 8 janvier 2021) neuf espèces :
- Dipoides problematicus Schlosser, 1902
- Dipoides rexroadensis Rinker & Hibbard, 1949
- Dipoides smithi Shotwell, 1955
- Dipoides stirtoni Wilson, 1934
- Dipoides stovalli (Paradipoides stovalli Rinker & Hibbard, 1952)
- Dipoides tanneri Korth, 1998
- Dipoides vallicula Shotwell, 1970
- Dipoides williamsi Stirton, 1936
- Dipoides wilsoni Hibbard, 1949

Selon the Paleobiology Database (site consulté le 8 janvier 2021) huit espèces :
- Dipoides rexroadensis
- Dipoides smithi
- Dipoides stirtoni
- Dipoides stovalli
- Dipoides tanneri
- Dipoides vallicula
- Dipoides williamsi
- Dipoides wilsoni

### Noms en synonymie
- †Dipoides lydekkeri Schlosser, 1862 = †Trogontherium cuvieri Fischer de Waldheim, 1809